# Київська митрополія (1686—1770)
Ки́ївська митропо́лія (1686–1770) — період Київської митрополії в складі Вселенського патріархату Константинтинополя з центром у місті Київ, після надання Вселенським патріархом акта 1686 року, у якому надавалося Московському патріарху право висвячувати Київського митрополита, до повної ліквідації окремішности й анексії української церкви.

## Історія

### Передісторія
Після смерті у 1679 році останнього митрополита Київського, Галицького і всієї Руси Антонія Винницького, затвердженого Константинопольським патріархом, й до 1685 року місцеблюстителем митрополичого престолу був Лазар Баранович. Він наполегливо відстоював незалежність української церкви, внаслідок чого відмовився прийняти митрополичий титул з рук московського патріарха.
У липні 1685 року відбулися «вибори» нового митрополита Гедеона Святополк-Четвертинського. На них не була присутня більшість українського православного духовенства на чолі з Лазарем Барановичем. Тоді духовенство ще сподівалось, що вибори будуть визнані неправними, зібрало свій собор, на якому опротестувало вибори митрополита, при цьому отці церкви відзначали, що приналежність Київської митрополії до Константинополя може бути вирішена лише духовенством митрополії в порозумінні з патріархом. Прилучення до московського патріархату зробить шкоду церкві та народові — мовилось у посланні.
У жовтні 1685 року Гедеон поїхав до Москви й 8 листопада прийняв посвяту та присягнув Отцю, Сину, і Святому Духові, Трійці Єдиній і Нерозділеній. Паралельно з подіями в Україні, Москва наполегливо працювала й в Константинополі. Ще в грудні 1684 року цар послав до Константинопольського патріарха 200 рублів та просив віддати йому Київську митрополію. Тоді патріарх не погодився. Після призначення Гедеона, було направлено нове посольство, яке спочатку звернулося до єрусалимського патріарха Досифея. Але Досифей заявив, що й «навіть за більшу суму» свого благословення на незаконне діло не дасть. Тоді московські посли звернулись до османської влади. Пообіцявши мир з Османською імперією посли добилися того, що великий візир викликав патріарха та вмовив його передати Київську митрополію Московському патріархату.
У травні 1686 року Константинопольський патріарх Діонісій виписав шість грамот: дві до царів, московському патріарху, київському митрополиту, гетьману та українському народу. В яких зазначалось, про право московського патріархату поставляти митрополита у київській митрополії при тому залишаються всі її давні права за юрисдикцією Константинопольської церкви. Київського митрополита мають вільно обирати, на посвячення до Москви йому їхати необов'язково, а на під час богослужінь має спочатку поминатися спершу Вселенський, а потім Московський патріархи.
Проте, дуже скоро єпископи Вселенського патріархату зібрали Собор, на якому засудили неканонічні дії Діонісія та за порушення церковних канонів позбавили його патріаршого престолу.

### Умови приєднання
Грамоти царів та Московського патріарха гетьманові Самойловичу та митрополитові Гедеонові зберігали за Українською Церквою широку автономію.
- 1. Київська митрополія непідсудна Московському патріархові;
- 2. Київського митрополита вільно обирають за старими звичаями, і він залишається доживотно митрополитом;
- 3. Йому підвладні всі єпископії, ігуменства, монастирі, церкви;
- 4. Залишається Братська школа і вільне навчання в ній;
- 5. Залишаються права друкування;
- 6. Залишаються церковні маєтки, в тому числі й за Дніпром;
- 7. Київська митрополія вважається вищою, ніж інші;
- 8. В справах управління єпархіями, що залишилися під Річчю Посполитої, митрополит мусить радитися з гетьманом.

З моменту початку окормлення Київської митрополії  Московським патріархом до неї належали такі єпархії (7):
- 1. Київська (митрополича),
- 2. Чернігівська (Лазар Баранович),
- 3. Луцька (Афанасій Шумлянський) — перейшли до греко-католицької церкви
- 4. Львівська (Иосиф Шумлянський) — перейшли до греко-католицької церкви
- 5. Перемиська (Інокентій Винницький) — перейшли до греко-католицької церкви
- 6. Полоцька єпархія (Іоаким Д'яконович) — перейшли до греко-католицької церкви
- 7. Мстиславсько-Могилівська (Білоруська) — необсаджена.

Ці єпархії повинні були залишитись у складі митрополії Константинопольського патріархату. Московський патріарх мав право лише поставляти свого митрополита. Проте, Москва дуже швидко почала порушувати дані нею обіцянки.

### Початки «зросійщення»
У 1686 році митрополит Гедеон не визнав за архієпископа (цей сан надав Московський патріарх ще у 1667 році) Лазара Барановича. Тоді єпископ попросив прийняти Чернігівську єпархію безпосередньо під управління патріарха. Москва на це з радістю погодилась.
Мстиславсько-Могилівська єпархія, після смерті єпископа Феодосія Василевича, управлялася безпосередньо московським патріархом Йоакимом, а священиків рукопокладали то в Смоленську, то у Пскові. Хоча новий патріарх Адріан підтвердив підлеглість цієї єпархії Київському митрополитові, але на початку XVIII ст. цей багатовіковий історичний зв'язок фактично припинився.
Зменшенню авторитету Київського митрополита сприяли надання Москвою прав ставропігії Києво-Печерському монастиреві (1687), Києво-Печерській Лаврі (1688) та підпорядкування напряму патріарху інших монастирів по всій Україні. Таким чином ці монастирі виходили з-під влади митрополита, а їх архимандритів ставили безпосередньо у Москві або Петербурзі.
27 січня 1688 року Гедеону прийшов наказ з Москви не вживати давнього історичного титулу «Митрополит Київський, Галицький і всієї Руси». Новий титул був «Митрополит Київський, Галицький та Малої Росії».
Зважаючи на імперську, антиукраїнську політику, яку проводила РПЦ, поступово від Київської митрополії до греко-католицької церкви перейшли Перемишльська єпархія (1692), Львівська єпархія (1700) та Львівське братство (1708), яке отримало ставропігію від Папи Римського Климента, та Луцька єпархія (1702). З 1728 до 1772 року Білоруська єпархія залишалася єдиною православною єпархією в Речі Посполитій, але й в ній правили єпископи, призначені напряму Російським Синодом.
У зв'язку з відходом від Київської митрополії всіх єпархій, внаслідок чого митрополит залишився єдиним єпископом митрополії, було поновлено Переяславську єпархію, як підлеглу Київському митрополитові. 1700 року за наказом патріарха до Москви відряджено два кандидати на нову катедру: ігумена Миколо-Пустинського монастиря, Стефана Яворського, та ігумена Михайло-Золотоверхого монастиря, Захарія Корниловича. В Москві Стефана Яворського висвячено на митрополита Рязанського, а Захарія Корниловича — на єпископа Переяславського (1701 року).
Невдовзі московський цар Петро І ліквідовує Московське Патріаршество й запроваджує Синод. Цей акт перетворює московську Церкву на урядове знаряддя Російської імперії.

### Наступ на українську (руську) церкву
Перші митрополити після Гедеона Четвертинського — Варлаам Ясинський (1690–1707) та Йоасаф Кроковський (1708–1718) були обрані на Елекційних Соборах у Києві, затверджені та висвячені у Москві.
Але вже на долі Йоасафа Кроковського позначилася страшна та трагічна практика перебування під московським урядом. Коли стало відомо про перехід гетьмана Івана Мазепи до Карла XII, Петро І викликав до Глухова митрополита з єпископами Чернігівським та Переяславським. 1709 року, за наказом Петра І, вони примушені були виголосити анафему гетьману Іванові Мазепі, який багато зробив для української Церкви та її розвитку, побудував сотні церков по всій Україні, а споруджені гетьманом храми є перлинами українського бароко.
Після Полтавської битви 1709 року митрополит Йосафат був засланий до Твері. 1718 року його заарештовано й вивезено до Петербургу на допит, де він помер.
1710 року — у Київській Митрополії вводиться церковна цензура. З українських церковних книжок вилучаються слова, які здаються московським духівникам єретичними й «не відповідними православ'ю».
1720 року — впроваджується указ, за яким українське друкарство переводиться на московський взірець, і тільки на «вєлікороссійском нарєчіі». Вилучаються церковні книжки українського друку. Друкарні Києво-Печерської лаври заборонено друкувати українську граматику для шкіл. В Російській імперії починає діяти так звана «Єкатерининська комісія уложення». Київське духовенство склало 75 пунктів своєї петиції до цієї «Комісії» про відновлення прав і привілеїв, стародавніх звичаїв Київської митрополії. В Синодальній комісії ці прохання відхилили.
Після смерті митрополита Йосафата, митрополича кафедра чотири роки не була обсаджена. Лише 1722 року «архієпископом Київським» було призначено Варлаама Ванатовича. Таким чином він отримав сан архієпископа, а не митрополита. В тому ж році Переяславську єпархію було виведено з-під юрисдикції Київської митрополії, отже митрополію було зведено до рівня однієї з російських єпархій. Це позбавлення Української Церкви автономних прав і пониження її до рівня звичайної єпархії було пов'язане з загальною політикою Російської держави стосовно України: після смерті гетьмана Скоропадського українцям не було дозволено обирати нового гетьмана, засновано Малоросійську Колегію.

### Репресії проти архієреїв
1727 року, за правління Петра II, було відновлено гетьманство. Варлаам Ванатович почав клопотатися про поновлення титулу митрополита. Крім того, від озвучив протести українського духовенства з приводу порушення прав і привілеїв Української Церкви.
2 серпня 1730 року архієпископа разом з кафедральним собором було викликано до Москви, де їх всіх заарештували, позбавили титулів та засудили на довічне заслання. Вітчизняна історіографія вважає Варлаама Ванатовича речником українського православ'я XVIII ст. і мучеником за українську справу.
1727 року Російський Синод, всупереч усім обіцяним привілеям, даним Київській митрополії, призначив на Переяславську катедру росіянина Йоакима Струкова. Висвячено його в Петербурзі, без участі Київського митрополита в його обранні та затвердженні.
1752 року, по смерті цього єпископа, митрополит Тимофій Щербацький, гетьман Кирило Розумовський і духовенство просили Синод затвердити на Переяславську катедру одного з обраних ними кандидатів-українців. Синод висловив митрополитові догану та призначив свого кандидата.
1731 року наступником Варлаама Вонятовича став Рафаїл Заборовський, якому 1742 року привернено титул митрополита.

### Ліквідація української (руської) церкви
1748 року новим митрополитом був призначений Тимофій Щербацький. Функції та права митрополита були дуже обмежені, тому Тимофій зосередився на розвитку Київської Академії та відновленні друкарні при Києво-Печерській лаврі. Але й він, обурений втручанням Москви у найменші справи митрополії, 1757 року написав листа до Синоду з проханням звільнити його з митрополичої кафедри.
За нового митрополита — Арсенія Могилянського права Київського митрополита було ще більше обмежено. 1767 року, під час правління Арсенія, відбулися вибори до «Комісії для складання нових законів». В її наказах духовенства вимагалося повернути Українській Церкві її старі права. Звичайно, ці звернення справили негативне враження на імператрицю Катерину II. Важливим кроком у підготовці імперського уряду до повного поневолення України став Генеральний опис 1765–1769 років.
Одночасно тривала політика активного зросійщення України та культурної асиміляції українського народу. Російський імперіалізм спирався в цьому на підтримку з боку російського духовенства. Одночасно, незважаючи на підпорядкування російській православній церкві та Синодові, українські єпархії все ще зберігали деякі особливості в організації та церковних обрядах.
1770 року синодом було заборонено використовувати титул «Митрополит Київський, Галицький і Малої Росії», а тільки — «Митрополит Київський і Галицький».
Наступним кроком стала секуляризація церковних багатств. Українська церква володіла на той час величезними маєтками, на кошти яких монастирі проводили велику культурно-освітню роботу, утримували школи, шпиталі, допомагали знедоленим. Ще в середині 60-х років XVIII ст. Катерина II спробувала здійснити намір забрати ці землі, але зустріла сильний опір з боку духовенства. Однак вона від свого наміру не відмовилася.
У 1780-х роках склалися сприятливіші умови для реалізації цього задуму і 10 квітня 1786 року імператриця видала указ про секуляризацію монастирських та церковних земель, внаслідок чого було закрито 46 монастирів. Митрополит Гавриїл Кременецький (1770–1783) систематично провадив централізаційну політику в Українській Церкві. Мало того, коли 1775 року, після руйнування Запорозької Січі, було утворено Херсонську єпархію (підпорядковану синодові), до неї було приєднано частину Київської митрополії.
Не минуло й ста років (1685–1783), як Українська Церква була переведена від автономного статусу у складі Константинопольського патріархату (що залишав їй фактичну автокефалію) під деспотичну централізовану владу московських церковників. З 1721 року влада в церкві перейшла до імператора. Синод обирав кандидатів на митрополита, а затверджував їх імператор. Крім того, протягом 60 років ця цивільна влада належала імператрицям — Катерині І, Анні, Єлисаветі, Катерині II. Таким чином імперською православною церквою управляли жінки.
Цілеспрямованими діями російського уряду українське православ'я поступово втрачало свій зв'язок з українським народом, українською культурою та літературою.
Ще в першій половині XVIII ст. російський уряд зажадав, щоб в Україні книжки видавалися не інакше як за суворим узгодженням їх з російськими текстами. Ця політика тривала аж до 1917 року.
В українському православному Требнику 1695 року не було жодного з тих святих, що були додані в московських місяцесловах як московські святі. Лише 1784 року було наказано всім українським церквам прийняти російський Місяцеслов. Українське богослужіння було переведене на московський лад, українські богословські та церковні книги були заборонені.
Проте українці у жодному разі не хотіли відмовлятися від споконвічної віри та обрядів свої предків. Відтак, требник Петра Могили містив до сорока обрядів, яких не було у требнику московського друку. А київська друкарня продовжувала випускати свої давні книги, навіть незважаючи на заборону імперського уряду. Тоді указами Синоду від 1766 і 1775 років було наказано Печерській друкарні друкувати та продавати лише ті книжки, які друкувалися у московській друкарні.
Архімандрит Києво-Печерської лаври Зосима Валькевич у 1769 році просив у Синоду дозволу надрукувати українські букварі, оскільки народ не розуміє російських і не хоче їх купувати.[джерело?] Проте Синод не лише не дозволив, але наказав відібрати назад ті букварі, що були вже на руках.
Аналогічна ситуація була й в освіті. Лише російською мовою проводилося читання усіх без винятку лекцій у Києво-Могилянській академії з 1784 року. Те ж саме було запроваджено й по всіх школах в Україні.
1800 року — Московський Синод видає указ, за яким забороняється будувати церкви в стилі українського бароко.[джерело?]
1810 року — Києво-Могилянську академію закривають і на її місці створюють Духовну Академію, яка остаточно перестає бути осередком українського духовного життя.[джерело?]